# Codonopsis pianmaensis
Codonopsis pianmaensis là loài thực vật có hoa trong họ Hoa chuông. Loài này được S.H.Huang mô tả khoa học đầu tiên năm 1984.